# Estadio La Rosaleda
El Estadio La Rosaleda es un estadio de fútbol que se encuentra en la ciudad española de Málaga, donde disputa sus encuentros el Málaga Club de Fútbol. Fue inaugurado el 14 de septiembre de 1941, y desde 1961 es sede del Trofeo Costa del Sol. Durante la Copa Mundial de Fútbol de 1982 albergó tres encuentros de la primera fase.

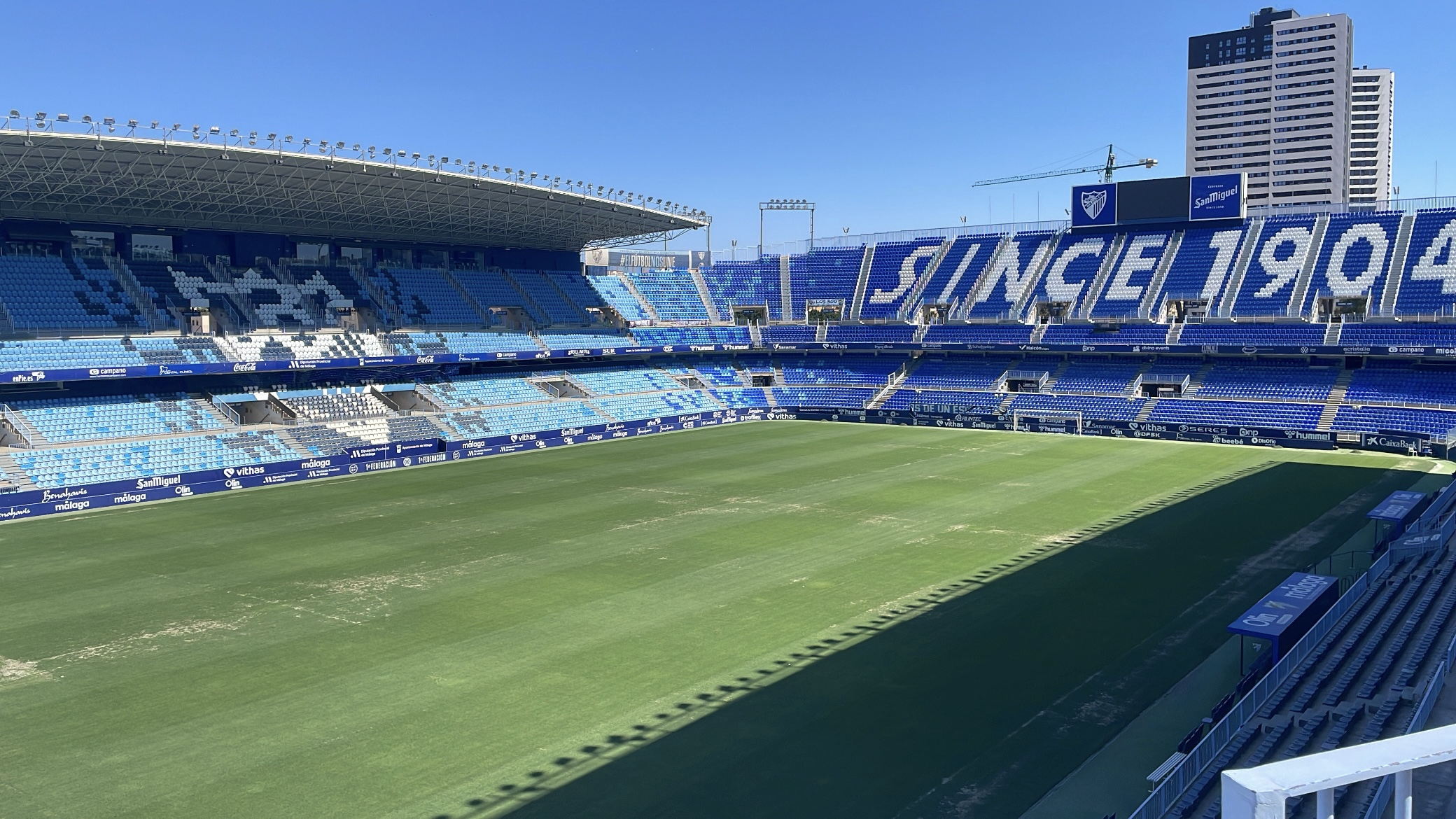
La Rosaleda (Málaga 2024)

## Historia
El nombre del estadio proviene de un antiguo campo denominado "Rosaleda Stadium" construido en 1924 sobre los terrenos de una rosaleda y cuyo graderío de tribuna aún se conserva en el campo de tierra aledaño perteneciente a un instituto de formación profesional que linda con el estadio. El proyecto constructivo, con un presupuesto de 650 000 pesetas, fue realizado por los arquitectos D. Fernando Guerrero-Strachan Rosado y D. Enrique Atencia Molina.
Este campo de fútbol se construyó para sustituir al histórico campo malagueño de los Baños del Carmen (donde actualmente se hallan los Astilleros Nereo). Al inundarse este, La Rosaleda tuvo que ser utilizada por primera vez el 13 de abril de 1941, con un partido oficial entre el CD Malacitano y la AD Ferroviaria de Madrid. No obstante, la inauguración oficial se produjo el 14 de septiembre de 1941, con un partido amistoso entre el CD Málaga y el Sevilla FC. En este partido, el CD Málaga también estrenaba nombre, pues su denominación anterior era CD Malacitano. El saque de honor del partido inaugural correspondió a Lourdes Alonso, hija del entonces alcalde malagueño Pedro Luis Alonso.

### Remodelación
En el año 2000 comenzó una obra de remodelación que concluyó en 2006, siendo reinaugurado el Estadio en la XXIV edición del Trofeo Costa del Sol. El proyecto corrió a cargo del arquitecto José Seguí y la UTE Sando-Vera.
Finalizadas las obras, el estadio podría acoger 30 044 localidades todas sentadas, con sendas viseras sobre las gradas de Tribuna y Preferencia, circuito cerrado de televisión, palcos privados, cabinas de prensa, salidas a la zona del río Guadalmedina, y demás comodidades que el estadio estaba demandando para amoldarse a la normativa de seguridad de la Liga Nacional de Fútbol Profesional.
En julio de 2010 se iniciaron una serie de mejoras generales en el estadio. Se colocaron nuevos soportes de publicidad dinámica en los límites del terreno de juego, nuevos banquillos, nuevos equipos de sonido, se pintaron los escaleras de color amarillo, las barandillas de color celeste y se cambiaron las rejas de separación entre las gradas por paneles de metacrilato. A principios de la temporada 2011/12 se realizaron otras pequeñas actuaciones adicionales, como la reforma del aspecto exterior de las cabinas ubicadas en la parte superior de la grada de Preferencia y la instalación de nuevas filas de localidades, así como en el verano del año 2012, conforme a la normativa UEFA, se creó la denominada "fila cero", se ampliaron las zonas vip y el área destinada a la afición visitante. 
El 22 de agosto del 2012, el Málaga CF disputó en La Rosaleda, el primer partido de la UEFA Champions League frente al Panathinaikos griego, encuentro que terminó con victoria malacitana por dos goles a cero. El himno de la UEFA Champions League sonó por primera vez en el estadio blanquiazul.
Es una de las posibles sedes para la Copa Mundial de la FIFA de 2030. Sufrirá una modificación para adaptarse a una capacidad mayor de 40.000 espectadores. También se remodelará todo el exterior. El coste total será alrededor de los 110 millones de euros.

### Propiedad
El estadio es propiedad del Ayuntamiento de Málaga, la Diputación de Málaga y la Junta de Andalucía a partes iguales. Tras ser expropiado por el Banco Hipotecario de España al Málaga en 1992 a causa de los problemas financieros que atravesaba el club, cada una de dichas instituciones públicas compraron un 33,33% del estadio al banco, haciéndose con la propiedad. 
Sus propietarios, aparte de la concesión que tienen otorgada al Málaga, organizan otro tipo de acontecimientos en este recinto, especialmente conciertos.

### Puertas honoríficas
El 16 de octubre de 2010, el club reconoció la labor de Andrés Perales, conserje de La Rosaleda durante más de cuatro décadas, dando su nombre a la puerta 19 del estadio, que da acceso al aparcamiento y campo anexo; así como al antiguo delegado de campo Pepe González Torres, usando su nombre para el vestuario arbitral.
También, el 25 de noviembre de 2012, un día después del fallecimiento de Sebastián Viberti, antiguo jugador del Málaga desde la temporada 1969/70 hasta la 1973/74 y posterior entrenador del equipo desde 1977 hasta 1980, el club anunció que la puerta número 5 del estadio se denominará en su reconocimiento "Puerta Viberti".
Asimismo, desde el 14 de febrero de 2013 la puerta de tribuna número 8 pasó a denominarse "Puerta Migueli", en homenaje al histórico jugador malaguista Miguel Ramos Vargas "Migueli", que fuera primer internacional absoluto español en la historia del Málaga.
El 12 de agosto de 2013 el club hizo un merecido reconocimiento a don Antonio Fernández Benítez por su dilatada trayectoria como malaguista. El que fuera jugador, secretario técnico y consejero, además del técnico que más partidos ha entrenado al Málaga en su historia, da nombre a la puerta número 0 del Estadio, la puerta Antonio Benítez.
El 29 de diciembre de 2016 la puerta número 9 del estadio pasó a denominarse "Puerta Pedro Bazán", en honor del que fuera delantero del Málaga en los años 40 y 50 del siglo XX, Perico Bazán.

### Instalaciones integradas
En diciembre de 2009 se inauguró en el interior del estadio el MCF Museo & Tour, donde se repasan los más de 100 años de historia malaguista y se recogen hechos y objetos históricos de índole malaguista. En este prooyecto pusieron mucho empeño el expresidente de la entidad malaguista Fernando Sanz, Daniel Pastor, director general de la Fundación Málaga CF, así como muchos jugadores, entrenadores y empleados veteranos que se encargaron de reunir diferentes recuerdos para que pudieran ser exhibidos en el museo. Junto al museo, se encuentra la tienda oficial del Málaga Club de Fútbol.
Desde 1967 existe un campo auxiliar junto al estadio La Rosaleda conocido como El Anexo, donde hasta 2010 entrenaba el primer equipo, y que desde entonces solo es utilizado ocasionalmente por el primer equipo o por el filial, las categorías inferiores o el equipo femenino.

## Partidos internacionales

### Selección española
La selección española ha disputado nueve partidos en Málaga, siete amistosos y dos de competición oficial, ganando seis y  perdiendo tres.
| Clasificación Mundial 1974; 21 de febrero de 1973 | España                                 | 3:1 (2:1) | Grecia         |  |  |
|                                                   | Claramunt 29' · Sol 39' · Martínez 78' |           | Antoniadis 37' |  |  |

| Amistoso; 13 de febrero de 1980 | España | 0:1 (0:0) | Alemania Democrática |  |  |
|                                 |        |           | Streich 56'          |  |  |

| Clasificación Eurocopa 1984; 27 de noviembre de 1982 | España      | 1:0 (0:0) | Islandia |  |  |
|                                                      | Pedraza 60' |           |          |  |  |

| Amistoso; 24 de febrero de 1988 | España      | 1:2 (1:1) | Checoslovaquia            |  |  |
|                                 | Salinas 29' |           | Knoflicek 44' · Kubik 73' |  |  |

| Amistoso; 28 de marzo de 1990 | España                     | 2:3 (2:0) | Austria                               |  |  |
|                               | Manolo 2' · Butragueño 33' |           | Hortnag 47' · Polster 65' · Rodax 89' |  |  |

| Amistoso; 30 de noviembre de 1994 | España                     | 2:0 (1:0) | Finlandia |  |  |
|                                   | Nadal 12' · Goikoetxea 87' |           |           |  |  |

| Amistoso; 6 de febrero de 2008 | España        | 1:0 (0:0) | Francia |  |  |
|                                | Capdevila 79' |           |         |  |  |

| Amistoso; 29 de febrero de 2012 | España                                        | 5:0 (2:0) | Venezuela |                                                              |                                                              |
|                                 | Iniesta 37' · Silva 40' · Soldado 49' 52' 83' |           |           | Asistencia: 25 000 espectadores Árbitro(s): Andris Treimanis | Asistencia: 25 000 espectadores Árbitro(s): Andris Treimanis |

| Amistoso; 11 de noviembre de 2017 | España                                             | 5:0 (2:0) | Costa Rica |                                                                     |                                                                     |
|                                   | Alba 5' · Morata 22' · Silva 40' 54' · Iniesta 72' |           |            | Asistencia: 29 300 espectadores Árbitro(s): Anastasios Sidiropoulos | Asistencia: 29 300 espectadores Árbitro(s): Anastasios Sidiropoulos |

| Liga de Naciones 2022-23; 12 de junio de 2022 | España                  | 2:0 (1:0) | República Checa |                                                          |                                                          |
|                                               | Soler 24' · Sarabia 75' |           |                 | Asistencia: 30 389 espectadores Árbitro(s): Cüneyt Çakır | Asistencia: 30 389 espectadores Árbitro(s): Cüneyt Çakır |

### Selección andaluza
La selección andaluza también ha jugado un partido amistoso en Málaga.
| Amistoso; 27 de diciembre de 2002 | Andalucía | 3:2 (0:0) | Chile |                                 |  |
|                                   |           |           |       | Asistencia: 15 350 espectadores |  |

### Copa del Mundo 1982
El Estadio La Rosaleda fue sede oficial de la Copa Mundial de Fútbol de 1982. En el estadio malagueño jugaron sus partidos las selecciones de la URSS, Escocia y Nueva Zelanda, que estaban encuadradas en el grupo F junto a Brasil. Los partidos que se disputaron fueron:
| Copa Mundial 1982; 15 de junio de 1982 | Escocia                                                      | 5:2 (3:0) | Nueva Zelanda            |                                                                          |                                                                          |
|                                        | Dalglish 18' · Wark 29', 32' · Robertson 73' · Archibald 79' | Reporte   | Sumner 54' · Wooddin 64' | Asistencia: 36.000 espectadores Árbitro(s): David Socha (Estados Unidos) | Asistencia: 36.000 espectadores Árbitro(s): David Socha (Estados Unidos) |

| Copa Mundial 1982; 19 de junio de 1982 | Unión Soviética                           | 3:0 (1:0) | Nueva Zelanda |                                                                             |                                                                             |
|                                        | Gavrilov 24' · Blokhin 48' · Baltacha 68' | Reporte   |               | Asistencia: 19.000 espectadores Árbitro(s): Yusef Mohammed El Ghoul (Libia) | Asistencia: 19.000 espectadores Árbitro(s): Yusef Mohammed El Ghoul (Libia) |

| Copa Mundial 1982; 22 de junio de 1982 | Unión Soviética              | 2:2 (0:1)                                                                                               | Escocia                  |                                                                      |                                                                      |
|                                        | Chivadze 59' · Shengelia 84' | [http://es.fifa.com/worldcup/matches/round=293/match=1071/index.html === Selección andaluza=== Reporte] | Jordan 15' · Souness 86' | Asistencia: 45.000 espectadores Árbitro(s): Nicolai Rainea (Rumania) | Asistencia: 45.000 espectadores Árbitro(s): Nicolai Rainea (Rumania) |

## Otros eventos

### Partidos europeos

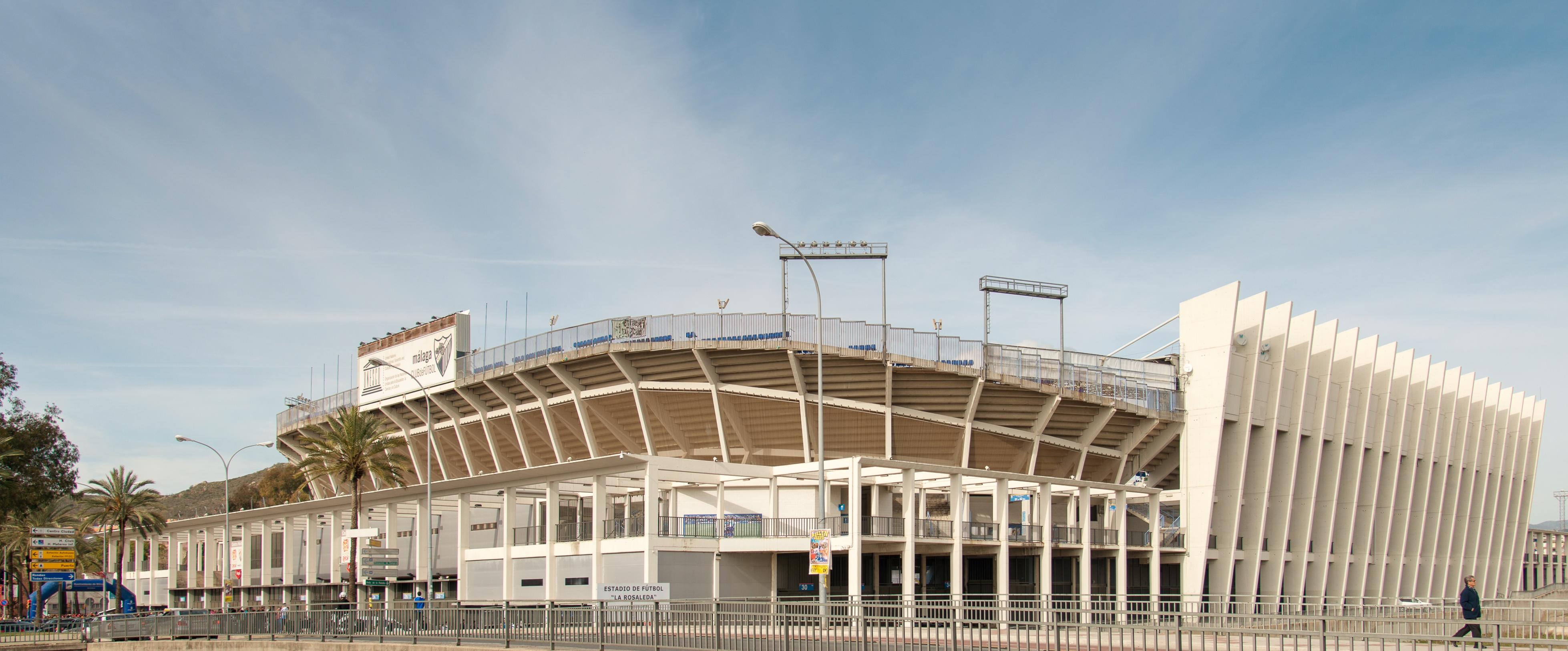
Aspecto exterior

El estadio fue sede de un partido a nivel europeo por primera vez en 1976, correspondiente a los octavos de final de la Copa de Europa disputado entre el Real Madrid y el Club Brujas KV, debido a una sanción de la UEFA al Estadio Santiago Bernabéu de Madrid.
En verano de 2002 fue sede de varios partidos de la Copa Intertoto, torneo que ese año se adjudicó el Málaga CF.
En la temporada 2002/03 albergó los partidos de la Copa de la UEFA y en la temporada 2012/13 los partidos de la Liga de Campeones que disputó el Málaga CF.

### Partidos benéficos
Entre otros actos, cabe destacar la celebración del "V Partido contra la Pobreza" en noviembre de 2007, que enfrentaba a los equipos de los Amigos de Zidane y los Amigos de Ronaldo. En marzo de 2009 se disputó un partido benéfico en La Rosaleda donde se recaudaron 24 000 euros en beneficio de los damnificados por el tornado de Málaga entre el Málaga Club de Fútbol y un equipo formado por antiguos jugadores, en activo o retirados, llamado "Leyendas Malaguistas" y dirigido por el antiguo entrenador Joaquín Peiró. En junio del mismo año, la Fundación 442 de Fabio Celestini organizó un partido benéfico entre jugadores y exjugadores de la Liga con el fin de recaudar fondos para una escuela de fútbol en la ciudad.
La Rosaleda ha sido una de las sedes de la Copa de la Paz de 2009, albergando los partidos: Málaga - Aston Villa (1-0), Málaga - CF Atlante (1-3), Aston Villa - CF Atlante (3-1) y Aston Villa - Oporto (2-1).

### Conciertos
El estadio también ha sido escenario en varios conciertos de artistas como Shakira, con 30 000 espectadores; Maná, con 25 000 espectadores; Alejandro Sanz, con 23 000 espectadores; Paul Simon, (Graceland tour), 20 000 espectadores; Genesis, (Invisible Touch tour) y George Michael, con 12 000 espectadores.

## Accesos

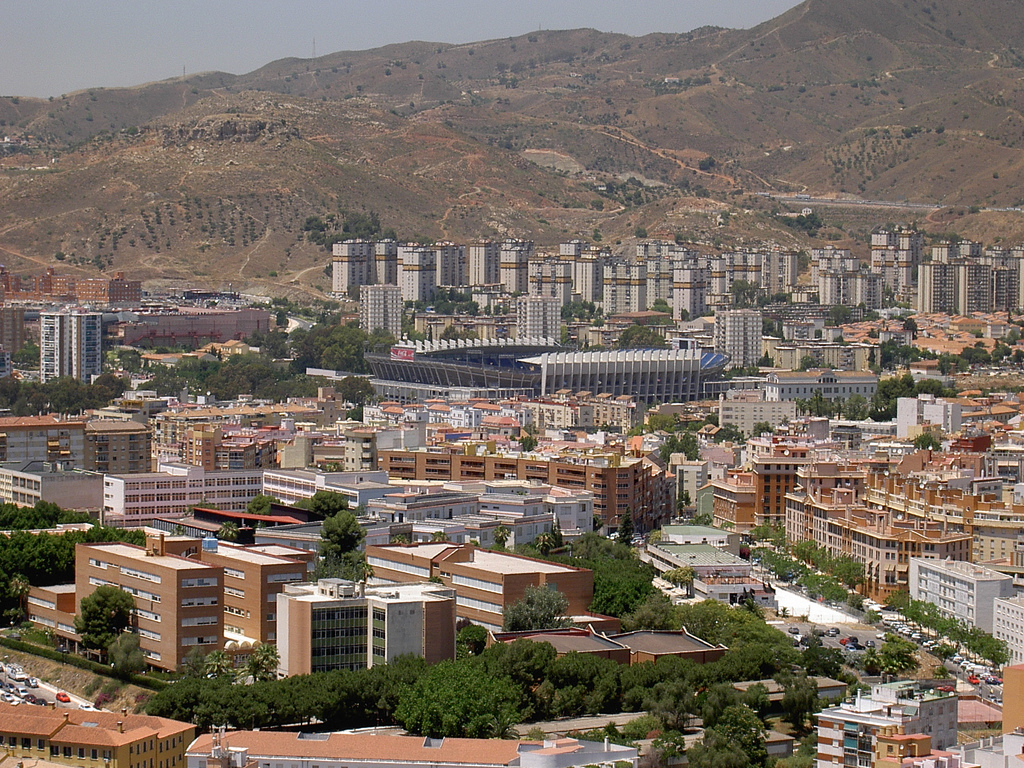
Vista del estadio y de la zona norte de Málaga

### Transporte público
El estadio está comunicado con diversas barriadas de Málaga, así como el centro, a través de las líneas de la EMT Málaga:
| Líneas regulares de la EMT con parada en la Avenida de la Palmilla | Líneas regulares de la EMT con parada en la Avenida de la Palmilla | Líneas regulares de la EMT con parada en la Avenida de la Palmilla | Líneas regulares de la EMT con parada en la Avenida de la Palmilla |
| Línea                                                              | Trayecto                                                           | Recorrido                                                          | Frecuencia (laborables)                                            |
| ------------------------------------------------------------------ | ------------------------------------------------------------------ | ------------------------------------------------------------------ | ------------------------------------------------------------------ |
| 15                                                                 | Santa Paula - Carlos Haya - La Virreina                            | -                                                                  | 12-13 minutos                                                      |

| Líneas regulares de la EMT con parada en la Avenida Luis Buñuel | Líneas regulares de la EMT con parada en la Avenida Luis Buñuel | Líneas regulares de la EMT con parada en la Avenida Luis Buñuel | Líneas regulares de la EMT con parada en la Avenida Luis Buñuel |
| Línea                                                           | Trayecto                                                        | Recorrido                                                       | Frecuencia (laborables)                                         |
| --------------------------------------------------------------- | --------------------------------------------------------------- | --------------------------------------------------------------- | --------------------------------------------------------------- |
| 17                                                              | Alameda Principal - Las Virreinas - La Palma                    | -                                                               | 11 minutos                                                      |

| Líneas regulares de la EMT con parada en la Avenida Jorge Sivela | Líneas regulares de la EMT con parada en la Avenida Jorge Sivela | Líneas regulares de la EMT con parada en la Avenida Jorge Sivela | Líneas regulares de la EMT con parada en la Avenida Jorge Sivela |
| Línea                                                            | Trayecto                                                         | Recorrido                                                        | Frecuencia (laborables)                                          |
| ---------------------------------------------------------------- | ---------------------------------------------------------------- | ---------------------------------------------------------------- | ---------------------------------------------------------------- |
| 2                                                                | Alameda Principal – Ciudad Jardín                                | -                                                                | 10-11 minutos                                                    |

| Líneas regulares de la EMT con parada en la calle Fray Domingo Pimentel | Líneas regulares de la EMT con parada en la calle Fray Domingo Pimentel | Líneas regulares de la EMT con parada en la calle Fray Domingo Pimentel | Líneas regulares de la EMT con parada en la calle Fray Domingo Pimentel |
| Línea                                                                   | Trayecto                                                                | Recorrido                                                               | Frecuencia (laborables)                                                 |
| ----------------------------------------------------------------------- | ----------------------------------------------------------------------- | ----------------------------------------------------------------------- | ----------------------------------------------------------------------- |
| 20                                                                      | Los Prados - Jardín de Málaga – Alegría de la Huerta                    | -                                                                       | 15 minutos                                                              |
| 30                                                                      | Alameda Principal – Mangas Verdes                                       | -                                                                       | 45-50 minutos                                                           |
| C2                                                                      | Circular 2                                                              | -                                                                       | 12-13 minutos                                                           |